# 포차이우

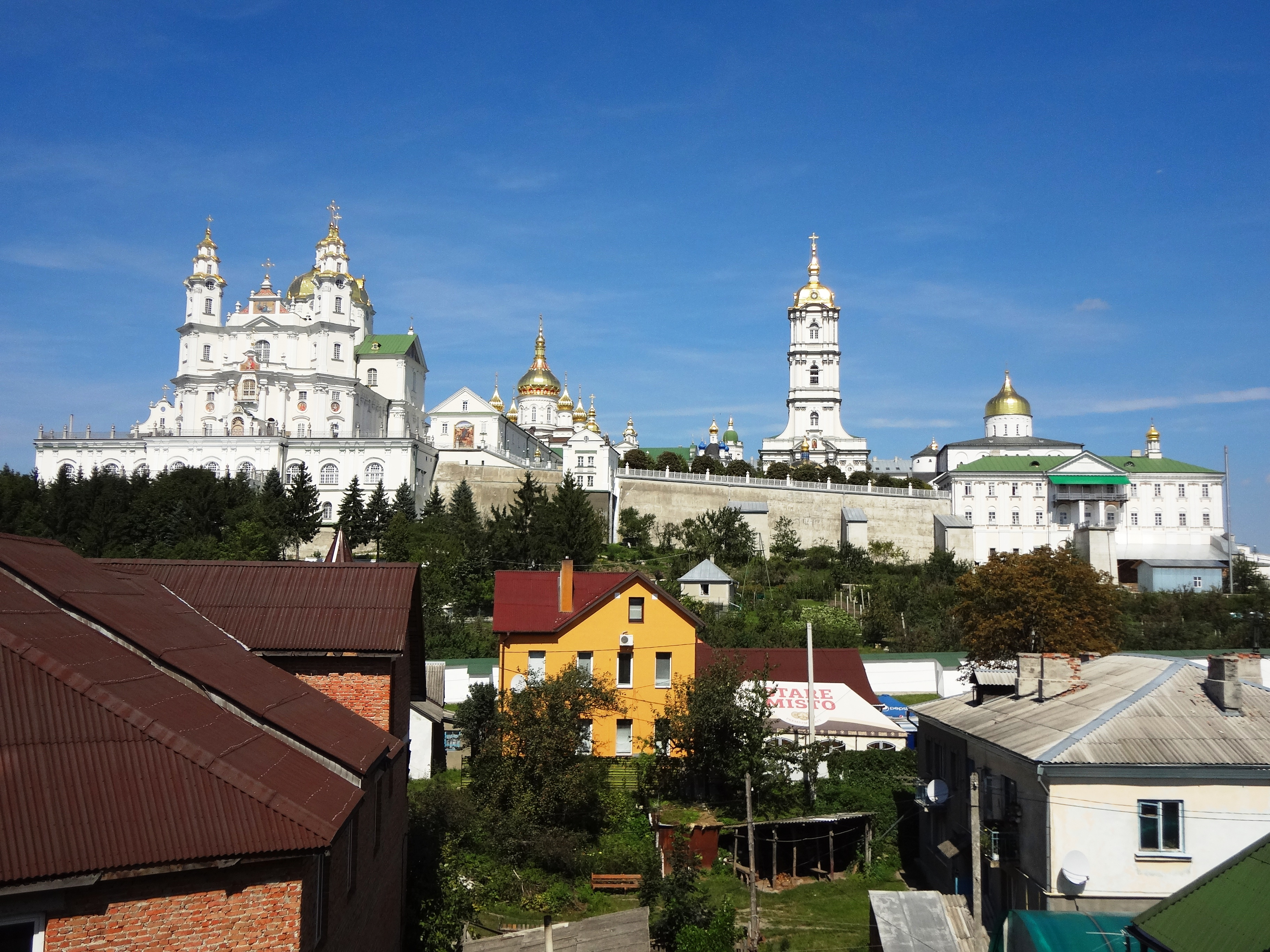
포차이우 시가지와 포차이우 수도원

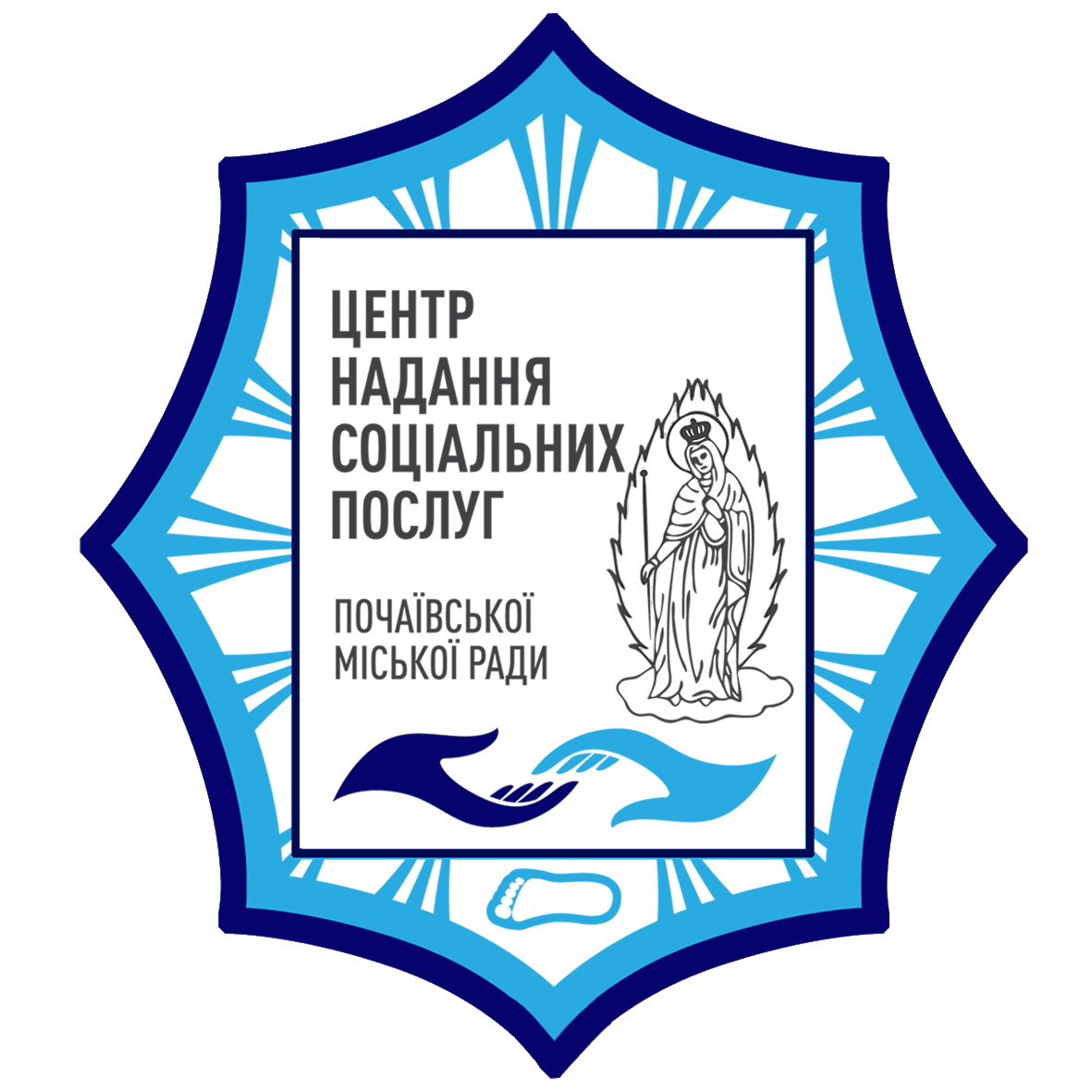
Pochaiv 시의회 사회 서비스 센터 로고

포차이우(우크라이나어: Почаїв, 폴란드어: Poczajów 포차유프[*], 러시아어: Почаев 포차예프[*], 이디시어: פּאָטשאַיעװ 포차예브, 히브리어: פּוצ'איוב 포차유브)는 우크라이나 서부에 위치한 테르노필주의 도시로 인구는 7,633명(2022년 기준)이다.
크레메네츠에서 남서쪽으로 18km, 테르노필주의 주도인 테르노필에서 북쪽으로 70km 정도 떨어진 곳에 위치한다. 우크라이나에서 2번째로 규모가 큰 동방 정교회 수도원인 포차이우 수도원이 이 곳에 위치한다.
2020년 10월 1일, Pochaiv 시의회  사회 서비스 제공 센터가 설립되었으며, 그 수장은 Gychko Yuriy Serhiyovych로 임명되었다. 

시기
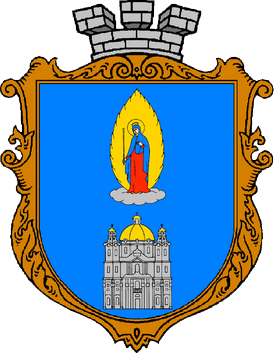
시 문장

1. ↑  “ЦЕНТР НАДАННЯ СОЦІАЛЬНИХ ПОСЛУГ ПОЧАЇВСЬКОЇ МІСЬКОЇ РАДИ — 43849117 — Опендатабот” (우크라이나어). 2021년 11월 17일에 확인함.
2. ↑  “Центр надання соціальних послуг Почаївської міської ради”. 2021년 10월 22일에 원본 문서에서 보존된 문서. 2021년 11월 17일에 확인함.